# Esmeralda (Dargomyschski)
Esmeralda (russisch: Эсмеральда) ist eine Oper in vier Akten und sieben Bildern von Alexander Dargomyschski (Musik) mit einem eigenen Libretto nach Victor Hugos Roman Der Glöckner von Notre-Dame. Sie wurde am 5. Dezemberjul. / 17. Dezember 1847greg. im Bolschoi-Theater in Moskau uraufgeführt.

## Handlung

### Erster Akt
Der Cour des Miracles in Paris; Nacht
Auf den Straßen feiern Zigeuner ausgelassen Fasching. Der Mönch Claude Frollo schleicht umher, um die junge Esmeralda zu finden, die er begehrt. Als diese erscheint, wird sie von der Menge freudig begrüßt. Sie bedankt sich mit einem Tanzauftritt und beklagt in einem Lied ihr hartes Leben. Frollo versucht, sich ihr zu nähern. Da wird der missgestaltete Glöckner Quasimodo hereingeführt und als „Papst der Narren“ verspottet. Frollo befreit ihn und erregt dadurch den Zorn der Menge. Der Anführer der Zigeuner, Clopin Trouillefou, bereitet dem Treiben ein Ende. Clopin verspricht Frollo, der ihn einst in die Geheimnisse der Magie eingewiesen hatte, Esmeralda zu ihm zu schicken. Anschließend überredet Frollo den Glöckner, ihm bei der Entführung des Mädchens zu helfen. Während sie warten, überlässt sich Frollo seinen düsteren Gedanken. Als Esmeralda endlich kommt, greifen die beiden an. Die Entführung wird jedoch von dem jungen Hauptmann Phoebus de Chateaupers vereitelt, dessen Leute Quasimodo festnehmen. Frollo kann entkommen. Esmeralda und Phoebus flirten miteinander, und der Hauptmann schenkt ihr eine seidene Schärpe. Als er dann jedoch versucht, sie zu küssen, läuft sie davon.

### Zweiter Akt
Der Pranger am Place de Grève
Das Volk verhöhnt und verflucht den am Pranger stehenden Quasimodo, der verzweifelt um Wasser fleht. Einzig Esmeralda zeigt Mitleid. Sie drängt sich durch die Menge und gibt ihm zu trinken. Er wird von der Wache fortgeführt.
Im Haus von Fleur-de-Lys
Im Haus von Phoebus’ Verlobter Fleur-de-Lys wird eine Abendgesellschaft vorbereitet. Fleur-de-Lys und ihre Mutter Aloïse beklagen sich darüber, dass sich Phoebus in letzter Zeit nur selten blicken lassen hat. Phoebus versucht sie zu beruhigen. Fleur-de-Lys will wissen, wo er die Schärpe, die sie ihm geschenkt hatte, gelassen hat. Sie spricht offen aus, dass sie an seiner Liebe zweifelt. Phoebus erkennt, dass sich seine Gefühle inzwischen Esmeralda zugewandt haben. Verschiedene Gäste treffen ein, darunter der Vicomte de Gif, Monsieur de Morlaix, Monsieur de Chevreuse, Diane und Bérangère. Nach dem Empfang schauen einige der Gäste aus dem Fester und erblicken dort die tanzende Esmeralda. Sie wird ins Haus eingeladen. Alle bewundern ihre Schönheit. Um sich für einen Tanz vorzubereiten, legt Esmeralda die Schärpe an, die Fleur-de-Lys sofort erkennt. Sie weiß jetzt, dass Phoebus ihr die Treue gebrochen hat. Die Gesellschaft wirft Esmeralda empört hinaus. Nur Phoebus und seine Freunde stellen sich schützend vor sie.

### Dritter Akt
Vor einem Gasthaus
Phoebus und seine Freunde trinken und singen zusammen, während Frollo sich an einen entfernten Tisch setzt. Phoebus erzählt, dass er sich in einer Stunde mit Esmeralda treffen wolle. Als die Sperrstunde eingeläutet wird, verlassen die Freunde das Lokal, und auch Phoebus macht sich auf den Weg. Da tritt ihm Frollo entgegen und warnt ihn vor Esmeralda. Eine Beziehung mit ihr sei lebensgefährlich, da ihre Leute keinerlei Gesetze befolgen und diese Frauen notorisch untreu seien. Phoebus lässt sich davon nicht beeindrucken.
Ein Zimmer
Clopin Trouillefou führt Frollo in ein Nebenzimmer, von wo aus er Esmeraldas Rendezvous mit Phoebus unbemerkt beobachten kann. Die beiden treffen ein und gestehen sich ihre Liebe. Frollo schaut eine Weile voller Eifersucht zu und stürzt sich dann auf Phoebus, um ihn zu ermorden. Dann flieht er durch ein Fenster. Esmeralda wirft sich entsetzt auf ihren schwer verletzten Geliebten. Einige Männer in der Nähe halten sie für die Mörderin.

### Vierter Akt
Gefängnis
Esmeralda wurde in den Kerker geworfen. Sie hält Phoebus für tot und glaubt, sie werde ihm bald nachfolgen, sodass sie gemeinsam im Grab ruhen können. Frollo tritt ein. Er hat die Kapuze tief heruntergezogen, damit sie ihn nicht erkennt, und stellt sich ihr als Priester vor, der sie auf die Exekution vorbereiten will. Schließlich gibt er sich ihr zu erkennen und bekennt ihr seine Liebe. Er verspricht, wenn sie ihm nachgebe, werde er für ihre Freiheit sorgen. Esmeralda verflucht ihn voller Abscheu. Frollo signalisiert dem Gefängniswärter, Esmeralda zum Richtplatz zu führen.
Platz vor der Kathedrale Notre-Dame
Beim Geläut der Glocken denkt Quasimodo über sein eigenes Leben nach. Aus einem Versteck belauscht er Frollo und Clopin und erfährt so, dass Phoebus noch am Leben ist. Frollo will mit Clopin noch einen weiteren Versuch unternehmen, Esmeralda in seine Gewalt zu bringen. Volk trifft ein, um ihre Hinrichtung zu sehen. Esmeralda wird herbeigeführt, gefolgt von einem Mönch mit einem Kruzifix und dem Henker. Quasimodo beobachtet sie voller Mitleid. Frollo flüstert Esmeralda zu, dass er sie noch immer retten könne. Da sie ihn weiterhin verabscheut, gibt er den Befehl zur Hinrichtung. In diesem Moment springt Quasimodo auf den Platz, ergreift Esmeralda, zieht sie mit sich in die Kathedrale und fordert Asyl für sie. Frollo entgegnet, dass Esmeralda keine Christin sei und deshalb keinen Schutz von der Kirche erwarten könne. Während er mit Quasimodo streitet, nähert sich Phoebus mit letzter Kraft. Er offenbart Frollos Schuld an dem Attentat und versichert allen, dass Esmeralda schuldlos sei. Die Liebenden fallen sich in die Arme, doch durch die Anstrengung haben sich seine Wunden wieder geöffnet. Er stirbt. Esmeralda bricht zusammen. Sie will Phoebus in den Tod folgen. Das Volk beklagt ihr Schicksal.

## Werkgeschichte
Esmeralda ist Alexander Dargomyschskis erste Oper. Er komponierte sie in den Jahren 1838 bis 1841. Als Bewunderer des französischen Schriftstellers Victor Hugo hatte er schon 1838 eine Romanze mit dem Titel Die Tränen Esmeraldas komponiert. Der Inhalt der Oper basiert auf Hugos bekanntem Roman Der Glöckner von Notre-Dame, aus dem der Dichter 1836 persönlich für die Komponistin Louise Bertin ein Libretto mit dem Titel La Esmeralda erstellt hatte. Dargomyschski kürzte diesen Text und übersetzte ihn selbst mit Hilfe zweier Literaten namens Aksel und Baschuzki ins Russische.
Nach Fertigstellung musste das Werk aus bürokratischen Gründen einige Jahre auf die Uraufführung warten. Dies lag unter anderem an der Vormachtstellung der italienischen Operntruppe in Sankt Petersburg ab 1843. Zur Premiere kam es schließlich am 5. Dezemberjul. / 17. Dezember 1847greg. im Bolschoi-Theater in Moskau. Es folgten einige Benefiz-Aufführungen im Alexandrinski-Theater Sankt Petersburg (1851, 1853 und 1859) und am Bolschoi-Theater (1866).
In einem Brief vom 30. November 1859 äußerte sich Dargomyschski folgendermaßen über seinen Erstling:

„Die Musik ist nicht bedeutend, oft abgeschmackt, wie bei Halévy oder Meyerbeer, doch schimmert in den dramatischen Szenen schon manchmal jene Sprache der Wahrheit und Kraft auf, die ich in der Folgezeit in meiner russischen Musik anstrebte.“

Als Reaktion auf die von Andrei Schdanow eingeführten Regelungen wurden 1948 einige Ausschnitte im sowjetischen Rundfunk ausgestrahlt. Eine überarbeitete dreiaktige Fassung mit einem neuen Libretto von Z. Shilyayev und E. Kaplan und zusätzlicher Musik von Viktor Sibirsky wurde ab 1958 im Staatlichen Akademischen Kleinen Theater für Oper und Ballett (Maly-Theater) in Leningrad gespielt. 1961 erschien der originale Klavierauszug mit dem französischen und beiden russischen Texten. 1984 wurde die Partitur der Ballette der beiden ersten Akte veröffentlicht. 2019 gab es am Operntheater Sankt Petersburg eine Neuinszenierung von Juri Alexandrow.

## Aufnahmen
- 1950 – Onissim Bron (Dirigent), Moscow Radio Ensemble.
 Galina Sacharowa (Esmeralda), Anatoli Orfjonow (Phoebus), Wladimir Sacharow (Claude Frollo), Konstantin Poljajew (Quasimodo), Alexandra Jakowenko (Fleur-de-Lys).
 Montage mit weiteren Stücken anderer Komponisten.
 Aquarius AQVR 325-2 (2 CDs).[6]
- 4. November 2020 – Maxim Walkow (Dirigent), Juri Alexandrow (Regie), Wjatscheslaw Okunew (Bühne und Kostüme), Asat Julbarissow (Lichtdesign), Georgi Saweljew (Videos), Wassil Panajotow und Nadeschda Kalinina (Choreografie), Orchester und Mitglieder des Opernchores des Operntheaters Sankt Petersburg.
 Alexandra Ljapitsch (Esmeralda), Jaramir Nisamutdinow (Phoebus), Juri Borschtschow (Claude Frollo), Miroslaw Moltschanow (Quasimodo), Wiktorija Martemjanowa (Aloïse de Gondelaurier), Julija Ptizyna (Fleur-de-Lys), Natalja Worobjewa (alte Zigeunerin), Jegor Tschubakow (De Chevreuse).
 Video; live aus Sankt Petersburg.
 Sankt-Peterburg HD.[5]